# Schinderhannespfad (Taunus)
Der Schinderhannespfad im östlichen Taunus in Hessen ist ein Fernwanderweg, der auf einem weiten Rundkurs zwischen dem Vordertaunus und der Lahn verläuft. Er wurde 2011 vom Taunusklub eröffnet, hat eine Länge von 189 Kilometern und überwindet insgesamt 7920 Höhenmeter. 2014 wurde eine Teilstrecke unter dem Namen Taunus Schinderhannes Steig als Qualitätswanderweg ausgezeichnet.

## Verlauf
Der Schinderhannespfad ist ein weiter Rundkurs und hat somit keinen eigentlichen Start- oder Zielort. Wenn man vom Gimbacher Hof bei Kelkheim ausgeht, verläuft der Wanderweg im Uhrzeigersinn zunächst über Eppstein, Glashütten und den Taunushauptkamm nach Weilrod-Altweilnau im Weiltal. Er folgt der Weil flussabwärts bis Rod an der Weil und führt dann auf direktem Weg zur Lahn bei Villmar-Aumenau. Anschließend verläuft der Wanderweg lahnaufwärts bis Weilburg und über Braunfels nach Wetzlar. Von dort aus führt der Schinderhannespfad nach Süden über den Langgönser Ortsteil Cleeberg an den Rand der Wetterau beim Ober-Mörlener Ortsteil Langenhain-Ziegenberg. Schließlich überquert der Wanderweg erneut den Taunushauptkamm und verläuft über Kronberg und Bad Soden wieder nach Kelkheim.

### Etappen
Für den gesamten Rundkurs des Schinderhannespfads werden vom Zweckverband Naturpark Taunus sechs vergleichsweise lange Etappen vorgeschlagen. Die folgenden Etappenvorschläge gehen ebenfalls vom Gimbacher Hof bei Kelkheim aus und verlaufen ab dort im Uhrzeigersinn.
| Nr. | von                                      | bis                                      | Länge (km) |
| --- | ---------------------------------------- | ---------------------------------------- | ---------- |
| 1   | Gimbacher Hof bei Kelkheim               | Landsteiner Mühle bei Weilrod-Altweilnau | 38         |
| 2   | Landsteiner Mühle bei Weilrod-Altweilnau | Weilburg                                 | 38         |
| 3   | Weilburg                                 | Wetzlar                                  | 30         |
| 4   | Wetzlar                                  | Cleeberg                                 | 18         |
| 5   | Cleeberg                                 | Kastell Saalburg                         | 36         |
| 6   | Kastell Saalburg                         | Gimbacher Hof bei Kelkheim               | 29         |

## Sehenswürdigkeiten
Einige Sehenswürdigkeiten am Schinderhannespfad bzw. Taunus Schinderhannes Steig sind der Kaisertempel bei Eppstein und Burg Eppstein, der Atzelbergturm und der Pferdskopfturm, Burg Altweilnau und Schloss Neuweilnau, Schloss Weilburg und Schloss Braunfels, die Burg Cleeberg, das Kastell Saalburg und die Burg Kronberg.

## Taunus Schinderhannes Steig

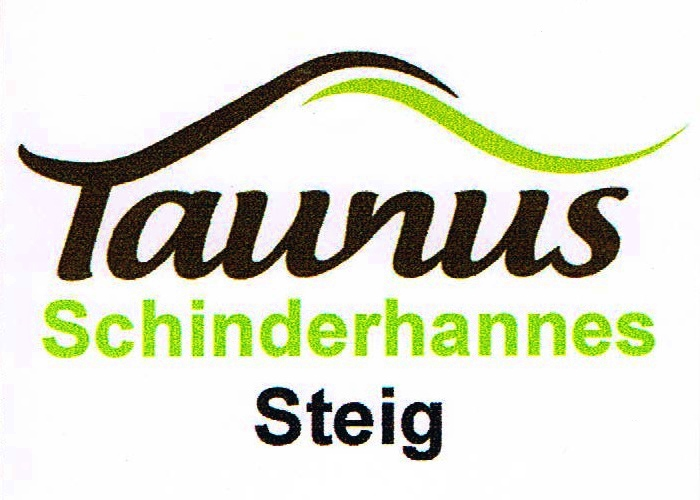
Markierungszeichen des Taunus Schinderhannes Steigs

Eine Teilstrecke des Schinderhannespfads zwischen dem Gimbacher Hof bei Kelkheim und der Landsteiner Mühle bei Weilrod-Altweilnau wurde 2014 unter dem Namen Taunus Schinderhannes Steig vom Deutschen Wanderverband als Qualitätswanderweg ausgezeichnet. Die Teilstrecke hat eine Länge vom 38 Kilometern und überwindet insgesamt 3720 Höhenmeter. Die Markierungszeichen des Wanderwegs zeigen den braun-grünen Schriftzug Taunus Schinderhannes Steig.

### Etappen
Für die Teilstrecke des Taunus Schinderhannes Steigs werden vom Zweckverband Naturpark Taunus vier vergleichsweise kurze Etappen vorgeschlagen. Bei den Etappenvorschlägen für den Schinderhannespfad ist diese Strecke nur eine Etappe.
| Nr. | von                        | bis                                      | Länge (km) |
| --- | -------------------------- | ---------------------------------------- | ---------- |
| 1   | Gimbacher Hof bei Kelkheim | Eppstein                                 | 11         |
| 2   | Eppstein                   | Glashütten-Schloßborn                    | 10         |
| 3   | Glashütten-Schloßborn      | Rotes Kreuz                              | 7          |
| 4   | Rotes Kreuz                | Landsteiner Mühle bei Weilrod-Altweilnau | 10         |

## Bezüge zu Johannes Bückler
Namensgeber des Wanderwegs ist der unter dem Namen Schinderhannes bekannt gewordene Räuber Johannes Bückler (1779–1803), der mit seiner Bande um 1800 in der Region sein Unwesen trieb. Allerdings haben Schinderhannespfad und -steig nur wenige direkte Bezüge zu Bückler, weil dieser aus dem westlichen Taunus stammte und stärker im Hunsrück aktiv war. Der Wanderweg verläuft allerdings durch den Weilmünsterer Ortsteil Wolfenhausen, in dessen Nähe der Schinderhannes am 31. Mai 1802 festgenommen wurde, bevor ihm 1803 im damals französischen Mainz der Prozess gemacht und er hingerichtet wurde. Außerdem zweigt beim Schmittener Ortsteil Seelenberg ein Zuweg ab, der zu einer kleinen Ausstellung über Johannes Bückler im Gasthaus Zum Schinderhannes im Waldemser Ortsteil Steinfischbach führt.